# Обсада на Аракил
Обсадата на Аракил e първият сблъсък от Кантабрийската война през 25 г. пр.н.е. Битката се провежда между пет римски легиона, командвани от Гай Антисций Вет и силите на кантабрийската конфедерация, укрепили се на укрепения хълм Аракил, Северозападна Иберия. Битката завършва с римска победа.
Римския военачалник Гай Антисций Вет завзема селището след като е поел командването на легионите от разболелия се Октавиан Август, макар последния да провежда мнозинството от боевете в тази кампания.
Хълмът-крепост издържа на римските сили за известно време, заобиколен от три римски лагера. Римляните изграждат над 20 километра палисадни стени, бойници и окопи, с които ограничават защитниците вътре в крепостта и предотвратяват достъпа на всяка помощ или подкрепления отвън. Много от кантабрите предпочитат да се самоубият, отколкото да умрат от глад или в плен и робство.
Мястото на обсадата традиционно се идентифицира с местността Кампо де Енмедио, но никога не е имало никакво конкретно археологическо откритие на действителното местоположение на битката.